# Rolla (Missouri)
Rolla – miasto (city), ośrodek administracyjny hrabstwa Phelps, w stanie Missouri, w Stanach Zjednoczonych, położone na wyżynie Ozark, ok. 155 km na południowy zachód od miasta Saint Louis. W 2011 roku miasto liczyło 19 506 mieszkańców. 
Miasto założone zostało w połowie XIX wieku przez robotników pracujących przy budowie linii kolejowej należącej do St. Louis – San Francisco Railway. Nazwa miejscowości jest prawdopodobnie fonetycznym zapisem nazwy miasta Raleigh, skąd pochodziła część osadników.
W Rolla swoją siedzibę ma Missouri University of Science and Technology.
Przez miasto przebiega autostrada międzystanowa nr 44.